# مایکل هراری
مایکل هراری (۱۸ فوریه ۱۹۲۷ – ۲۱ سپتامبر ۲۰۱۴) افسر اسرائیلی موساد بود. او در چندین عملیات مهم از جمله بحران لیلهامر و نجات گروگان‌ها در انتبه مشارکت داشت.
هراری در Neve Tzedek در حوالی تل آویو متولد شد. در ۱۳ سالگی به هاگانا پیوست و به عنوان یک پیک پیام رسان، پیام‌هایی را بین واحدهای مختلف منتقل می‌کرد. در سال ۱۹۴۳ به پالماخ Palmach پیوست و در سال ۱۹۴۵ در حمله به اردوگاه Atlit شرکت کرد که منجر به آزادی ۲۰۸ یهودی شد که توسط مقامات بریتانیا به جرم مهاجرت غیرقانونی دستگیرشده بودند. او همین‌طور در عملیات شب پل‌ها شرکت کرد. او بارها توسط نیروهای انگلیسی دستگیر شد و سرانجام ابتدا به Palyam و سپس به اروپا منتقل شد تا به انتقال غیرقانونی یهودیان به فلسطین کمک کند.

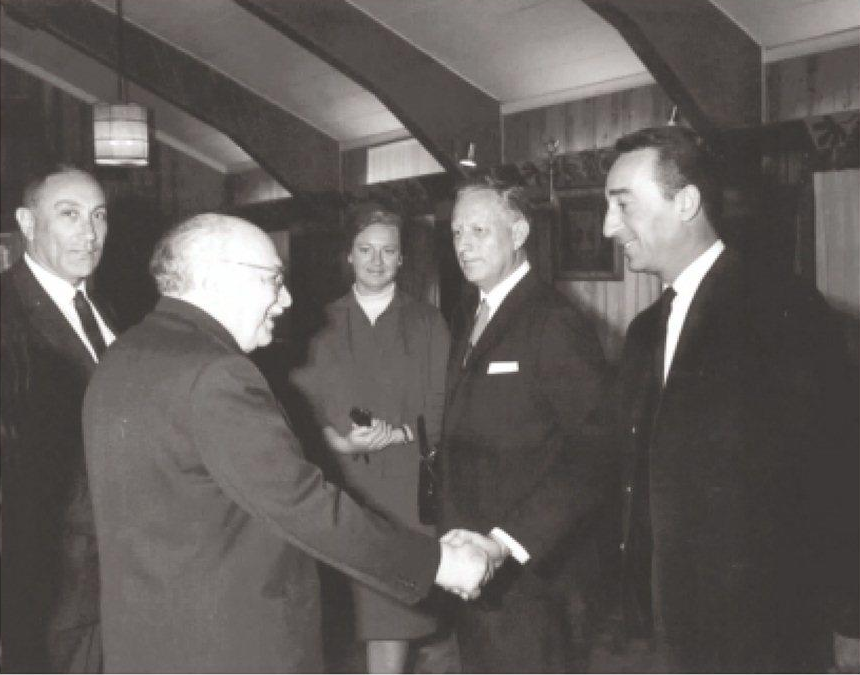
مایکل هراری در حال دست دادن با زلمان شازار

پس از استقلال اسرائیل، او ابتدا به خدمت ارتش اسراییل و شین بت درآمد و سپس در سال ۱۹۶۰ به موساد پیوست. او در موساد به فرار مأمورینی از اروپا کمک کرد و در نهایت به سمت فرماندهی شاخهٔ عملیاتی موساد برگزیده شد. در این زمان بود که او به ایجاد و رهبری تیم‌ها ی عملیات خشم خدا کمک کرد. هراری به خاطر عملیات لیلهامر شناخته می‌شود. او رهبری یک تیم در نروژ را به عهده داشت، زیرا معتقد بود علی حسن سلامه رئیس سپتامبر سیاه در آنجا زندگی می‌کند. پس از شناسایی و ترور هدف مشخص شد که آنها یک خدمتکار بیگناه به نام احمد بوچیکی را به قتل رساندند که تنها چهره ای شبیه به سلامه داشته‌است. در حالی که بسیاری از افراد تیم هراری بازداشت شدند او موفق به فرار به اسرائیل شد. در ژانویه ۱۹۹۹ یک پروندهٔ قضایی در نروژ علیه او به دلیل فقدان شواهد کافی بسته شد.
هراری بعد از این شکست، دو موفقیت بزرگ برای موساد را به دست آورد. پیش از آنکه عملیات تاندربولت در ژوئیه سال ۱۹۷۶ برای آزادسازی گروگان‌ها در فرودگاه بین‌المللی اناطب انجام شود، هرری با پوشش یک تاجر ایتالیایی توانست عملیات ورود و شناسایی به فرودگاه را آغاز کند. او همچنین از پایگاه‌های هوایی کنیایی برای سوخت رسانی به هواپیماهای نجات اسرائیلی که از مأموریت نجات بازگشته بودند، کمک کرد. در ژانویه سال ۱۹۷۹، هراری تیمی را رهبری کرد که علی حسن سلامه را در بیروت به وسیلهٔ یک خودروی بمب گزاری شده ترور کرد، همان مردی که سال‌های پیش در لیلهام برای قتلش تلاش کرده بود. در این انفجار همچنین چهار نفر دیگر کشته و ۱۸ نفر مجروح شدند.هراری در تاریخ ۲۱سپتامبرسال ۲۰۱۴ در گذشت.

## یادداشت
1. ↑  "Michael Harari, Mossad agent - obituary". Daily Telegraph. 16 March 2015. Retrieved 17 March 2015.
2. ↑  https://www.theguardian.com/world/2014/sep/23/mike-harari
3. ↑  Bureau of Democracy, Human Rights, and Labor. Norway Report on Human Rights Practices بایگانی‌شده  در ۱۳ ژانویه ۲۰۱۲ توسط Wayback Machine, US State Department, Feb. 23, 2000.